# McKayla Maroney
McKayla Rose Maroney (født 9. december 1995 i Aliso Viejo, Californien) er en amerikansk tidligere gymnast, der vandt VM-guld tre gange samt guld og sølv ved OL i 2012. Hendes bedste discipliner var spring over hest og øvelser på gulv.

## Gymnastikkarriere
Maroney begyndte meget tidligt at dyrke gymnastik, og som blot 13-årig deltog hun første gang i det nationale amerikanske mesterskab i gymnastik, hvor hun som bedste resultat fik en tredjeplads i spring over hest. Året efter blev hun nummer tre i den samlede konkurrence og vandt denne gang spring over hest, og senere på året var hun på det amerikanske hold til de panamerikanske mesterskaber, hvor hun vandt tre guldmedaljer (spring over hest, gulvøvelser og i holdkonkurrencen). I 2011 blev Maroney samlet toer ved de nationale mesterskaber, og hun var med på det amerikanske hold til VM, hvor hun vandt to guldmedaljer, henholdsvis i holdkonkurrencen og i spring over hest.
Med disse resultater var McKayla Maroney selvskrevet til det amerikanske hold ved OL 2012 i London, og hun udgjorde det amerikanske hold sammen med Gabby Douglas, Aly Raisman, Kyla Ross og Jordyn Wieber. Maroney var kun med i sin favoritdisciplin, spring over hest, hvor hun i finalen scorede 16,233 point (bedst af alle) og dermed bidrog til holdets guldmedalje med samlet 183,596. Rusland blev nummer to med 178,530 og Rumænien nummer tre med 176,414 point. Det amerikanske hold kom til at gå under kælenavnet "Fierce Five". Individuelt deltog Maroney på grund af en tåskade kun i spring over hest. I denne disciplin var hun bedst i kvalifikationskonkurrencen, og i finalen lagde hun sig i spidsen efter første spring med 15,866 point. Imidlertid kiksede hun sin landing i sit andet spring og blev derfor blot næstsidst af de otte finaledeltagere, men på grund af det gode førstespring var hun blot lidt over 0,1 point efter rumænske Sandra Izbașa, der fik guld, mens Maroney fik sølv og russiske Marija Paseka bronze. Ved medaljeceremonien havde hun kortvarigt et ansigtsudtryk med munden lidt skæv som et udtryk for utilfredshed, hvilket blev karakteriseret som usportsligt. Denne situation blev fotograferet og spredt på internettet under titlen "McKayla er ikke imponeret". Hun har senere selv gået med på spøgen og gentaget udtrykket ved forskellige lejligheder; mest kendt er, da hun sammen med OL-holdet blev modtaget af præsident Barack Obama i Det Hvide Hus, hvor Obama imiterede hendes udtryk, og billedet heraf er i lighed med det oprindelige blevet populært på internettet.
Ved VM i 2013 vandt Maroney igen guldmedalje i spring over hest, lige som hun ved de nationale mesterskaber sejrede i samme disciplin samt øvelser på gulv. Hun blev opereret i knæet efter VM, men selv om hun havde haft planer om at gå efter deltagelse i OL 2016, lykkedes hendes genoptræning ikke, og i begyndelsen af 2016 bekendtgjorde hun, at hun havde indstillet sin aktive karriere.
Hun har senere berettet om, at landsholdslægen Larry Nassar havde misbrugt hende seksuelt, fra hun var 13 år gammel. På det tidspunkt var Nassar allerede anklaget for seksuelt misbrug af andre helt unge kvindelige gymnaster.

## Videre karriere
Maroney har forsøgt sig i musikken og har fået udgivet to singler.